# Umberto Cardia
Umberto Cardia (ur. 9 września 1921 w Arbatax w gminie Tortolì, zm. 25 września 2003 w Cagliari) – włoski polityk, dziennikarz i samorządowiec, poseł do Izby Deputowanych V i VI kadencji, poseł do Parlamentu Europejskiego I kadencji.

## Życiorys
Kształcił się w zakresie literatury na Uniwersytecie w Cagliari, zawodowo zajął się dziennikarstwem. Pracował w lokalnym oddziale RAI i gazecie „Rinascita Sarda”. W późniejszym okresie opublikował kilka książek. Był również dyrektorem ISPROM (organizacji zajmującej się polityką międzynarodową Basenu Morza Śródziemnego), a także współzałożycielem instytutu Antonio Gramsciego w Cagliari oraz centrum badań nad historią Sardynii.
Zaangażował się w działalność polityczną w ramach Włoskiej Partii Komunistycznej, był m.in. sekretarzem PCI w Cagliari i regionie, a także członkiem komitetu centralnego odpowiedzialnym za sprawy międzynarodowe. W latach 1953–1967 był radnym regionalnym Sardynii czterech kadencji, kierował w nim frakcją komunistów. Od 1968 do 1976 zasiadał w Izbie Deputowanych dwóch kadencji. W 1979 wybrano go posłem do Parlamentu Europejskiego I kadencji. Przystąpił do Grupy Sojuszu Komunistycznego, należał do Komisji ds. Transportu oraz Delegacji ds. stosunków z Japonią.
W 1991 przeszedł ciężką chorobę związaną z niedokrwieniem. Zmarł 25 czerwca 2003 we własnym domu.